# Zwijnaarde
Zwijnaarde (ancienne orthographe Swynaerde) est une section de la ville belge de Gand située en Région flamande dans la province de Flandre-Orientale.

## Histoire
La mention la plus ancienne (datée de 1088), Suinarda, proviendrait étymologiquement de « Zwin » (ruisseau ou terrain marécageux) et de « terre », ou terrain inondable.
De 1344 à 1696, Zwijnaarde appartenait aux abbés de l'abbaye Saint-Pierre de Gand. Ils se sont appelés les seigneurs de Zwijnaarde et y ont fait construire une maison de campagne (aujourd'hui le fameux "Château de Zwijnaarde (nl)"). Ce château sert depuis 1420 de résidence aux comtes de Flandre, la veille de leur investiture à l'abbaye Saint-Pierre et de leur entrée en grande pompe à Gand. Entre autres choses, le château était aussi la résidence temporaire d'Isabelle d'Autriche, sœur de l'empereur Charles Quint et épouse de Christian II, roi du Danemark. Elle y mourut le 15 janvier 1526.
Le château fut détruit lors de la furie iconoclaste de 1578 et reconstruit au XVIIe siècle par Joachim Arseen Schayck, abbé de l'abbaye Saint-Pierre. En 1797, il fut vendu publiquement par les Français.
Il appartient à la famille della Faille d'Huysse depuis le XIXe siècle. Descendant de cette noble famille, le baron Etienne della Faille d'Huysse (1892-1975), fut maire de Zwijnaarde pendant 53 ans, de 1921 à 1975. Vers 1836, le château a été reconstruit dans un style néoclassique, détruit pendant la Première Guerre mondiale en 1918 et reconstruit à nouveau en 1922, dans un style néo-rococo.
Depuis la fusion en 1977, c'est l'un des 14 arrondissements de Gand.

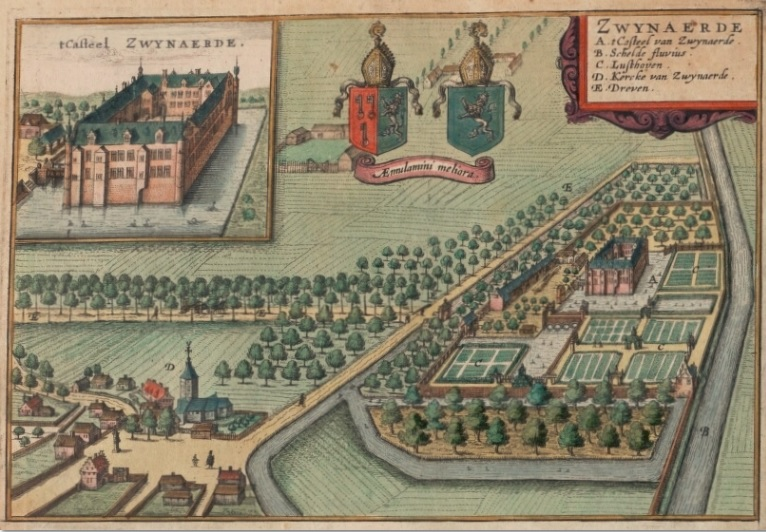
Zwijnaarde dans la première moitié du XVIIe siècle (gravure tirée du Flandria illustrata, 1641)